# Berlin Nakroma
Die Berlin Nakroma ist eine osttimoresische Fähre, die die Landeshauptstadt Dili mit der Exklave Oe-Cusse Ambeno und der vorgelagerten Insel Atauro verbindet.

## Geschichte

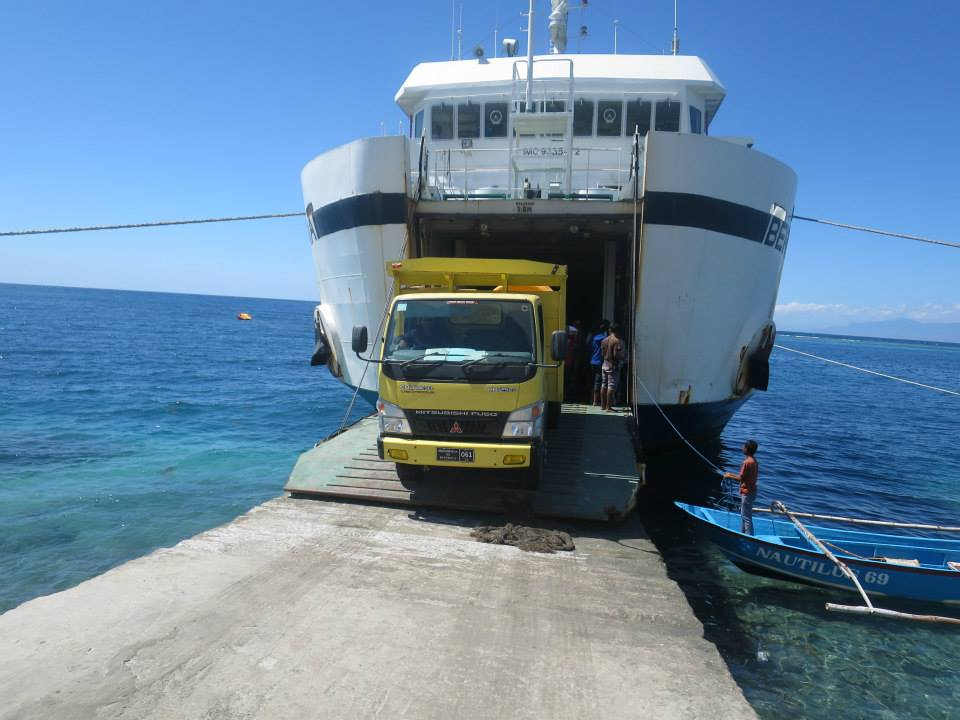
Die Berlin Nakroma beim Ausladen in Pante Macassar

Der Fährverkehr im seit 2002 unabhängigen Land wurde mit finanzieller Unterstützung Deutschlands aufgebaut. Von 2003 bis 2006 war die gecharterte Uma Kalada im Einsatz, die im Februar 2007 durch die Berlin Nakroma ersetzt wurde. Auch dieses Schiff wurde von der deutschen Regierung in Kooperation mit der KfW Bankengruppe finanziert. Gebaut wurde die Berlin Nakroma in Surabaya (Indonesien) von der Werft Pal Indonesia Perwakilan Yard. Der Stapellauf des Schiffes fand am 14. September 2006 statt. Die Indienststellung des Schiffes erfolgte 2007 als Nakroma (Tetum für leuchtendes/glühendes Licht = „aufgehende Sonne“). Die Anschaffungskosten betrugen 5,7 Millionen Euro. Mit der von Deutschland finanzierten Reparaturwerft beläuft sich die Gesamtsumme der Entwicklungshilfe auf 12 Millionen Euro.
Nach Abwahl der bisherigen Regierungspartei FRETILIN wurde durch Beschluss des neuen Ministerrats Osttimors vom 9. April 2008 das Schiff als Dank für die gute Zusammenarbeit zwischen Deutschland und Osttimor in Berlin Nakroma umgetauft.
Im August 2013 wurde die Berlin Nakroma wegen „kleinerer Schäden“ außer Dienst genommen und zur Überholung nach Surabaya geschickt. Das Transportministerium versuchte daher als Ersatz ein Schiff aus Indonesien zu chartern. Nachdem die Klasse des Schiffs im Jahr 2019 ruhte und die AIS-Übertragung der Berlin Nakroma mit der Abfahrt aus Surabaya Ende Dezember 2019 endete, wurde das Schiff am 18. Januar 2020 im Rahmen einer Klassenbesichtigung trockengestellt und ist (Stand: 9. Dezember 2021) als aktiv klassifiziert.

## Registrierung

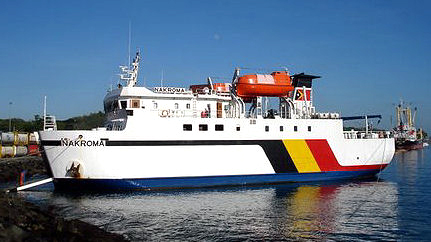
Die osttimoresischen Landesfarben zieren den Rumpf

Die Berlin Nakroma gehört der osttimoresischen Regierung. Da Osttimor aber bisher kein Schiffsregister führt, ist sie in Indonesien registriert, wenn auch mit Dili als Heimathafen. Statt der üblichen Flagge des Registerstaats fährt die Fähre aber unter der Flagge Osttimors.

## Technik
Das Schiff ist 47,25 Meter lang und hat eine Vermessung von 1134 BRZ. Es kann über eine am Bug angebrachte Rampe im RoRo-Verfahren be- und entladen werden. Die Berlin Nakroma kann bis zu 300 Passagiere und 170 Tonnen Ladung transportieren. Die Antriebsanlage besteht aus zwei Yanmar-Dieselmotoren mit jeweils 1000 PS Leistung, die jeweils über Getriebe auf die beiden Festpropeller wirken. Die Energieversorgung wird durch zwei Volvo-Penta-Dieselmotoren des Typs TAMD 103 A mit jeweils 306 PS Leistung sichergestellt.

## Strecken
| Dili |

| Pante Macassar |

| Beloi/Atauro |

Die Berlin Nakroma fährt dienstags und donnerstags von Dili in 12 bis 13 Stunden nach Pante Macassar im Westen Timors und am selben Tag zurück. Samstags wird von der Fähre Beloi auf Atauro in zweieinhalb Stunden Fahrt angelaufen.